# Norcatur
Norcatur és una població dels Estats Units a l'estat de Kansas. Segons el cens del 2000 tenia 169 habitants.

## Demografia
Segons el cens del 2000, Norcatur tenia 169 habitants, 81 habitatges, i 54 famílies. La densitat de població era de 65,3 habitants/km².
Dels 81 habitatges en un 17,3% hi vivien nens de menys de 18 anys, en un 60,5% hi vivien parelles casades, en un 4,9% dones solteres, i en un 32,1% no eren unitats familiars. En el 30,9% dels habitatges hi vivien persones soles el 19,8% de les quals corresponia a persones de 65 anys o més que vivien soles. El nombre mitjà de persones vivint en cada habitatge era de 2,09 i el nombre mitjà de persones que vivien en cada família era de 2,58.
Per edats la població es repartia de la següent manera: un 16,6% tenia menys de 18 anys, un 2,4% entre 18 i 24, un 26% entre 25 i 44, un 22,5% de 45 a 60 i un 32,5% 65 anys o més.
L'edat mediana era de 51 anys. Per cada 100 dones de 18 o més anys hi havia 93,2 homes.
La renda mediana per habitatge era de 24.750 $ i la renda mediana per família de 29.792 $. Els homes tenien una renda mediana de 23.125 $ mentre que les dones 16.250 $. La renda per capita de la població era de 14.028 $. Entorn del 7,3% de les famílies i el 12,4% de la població estaven per davall del llindar de pobresa.

## Poblacions més properes
El següent diagrama mostra les poblacions més properes.